# Persone di nome Bruno/Calciatori
| Questa pagina contiene informazioni ricavate automaticamente dalle voci biografiche con l'ausilio del template Bio e di un bot. L'aggiornamento è periodico e automatico e ricostruisce completamente la pagina. Se manca una persona in questa lista, sei pregato di non aggiungerla, ma accertati piuttosto che la sua voce biografica contenga il template Bio e che i dati anagrafici siano correttamente compilati. Se il template Bio manca, inseriscilo tu stesso o, in alternativa, metti l'avviso {{tmp\|Bio}} che ne segnala la mancanza. Se i dati riportati sono sbagliati, correggi direttamente la voce biografica; le modifiche saranno visibili in questa lista entro pochi giorni. Per chiarimenti vedi il progetto antroponimi. La lista contiene solo le 338 persone che sono citate nell'enciclopedia e per le quali è stato implementato correttamente il template Bio. Pagina aggiornata al 6 ago 2025. |

Questa è una lista di persone presenti nell'enciclopedia che hanno il nome Bruno e sono calciatori.

## A(18)
- Bruno Abbatini, calciatore e allenatore di calcio italiano (Genzano di Roma, n. 1938 - Albano Laziale, † 2017)
- Bruno Agnello, calciatore italiano (Cossato, n. 1907 - Cossato, † 1968)
- Bruno Aguiar, ex calciatore portoghese (Lisbona, n. 1981)
- Bruno Henrique Fortunato Aguiar, calciatore brasiliano (Amparo, n. 1986)
- Bruno Alfier, calciatore italiano (San Donà di Piave, n. 1927 - Padova, † 2011)
- Bruno Fabiano Alves, calciatore brasiliano (Jacareí, n. 1991)
- Bruno Amione, calciatore argentino (Calchaquí, n. 2002)
- Bruno Antoniazzi, ex calciatore italiano (Chions, n. 1956)
- Bruno Antúnez, calciatore uruguaiano (Montevideo, n. 2003)
- Bruno Arady, calciatore uruguaiano (Montevideo, n. 2007)
- Bruno Arcari, calciatore e allenatore di calcio italiano (Casalpusterlengo, n. 1915 - Varese, † 2004)
- Bruno Armanini, calciatore italiano (Brescia, n. 1922)
- Bruno Arrabal, calciatore brasiliano (Ouro Preto do Oeste, n. 1992)
- Bruno Artuso, calciatore e allenatore di calcio italiano (Treviso, n. 1923 - Treviso, † 1987)
- Bruno Manuel Araújo Braga, ex calciatore portoghese (Massarelos, n. 1983)
- Bruno Costa, calciatore portoghese (Oliveira de Azeméis, n. 1997)
- Bruno Morais, calciatore portoghese (Vila Nova de Famalicão, n. 1998)
- Bruno Nascimento, ex calciatore brasiliano (Caçapava, n. 1991)

## C(35)
- Bruno Cabrera, calciatore argentino (Carhué, n. 2003)
- Bruno Caicedo, calciatore ecuadoriano (Esmeraldas, n. 2005)
- Bruno Camolese, calciatore italiano (Perarolo di Cadore, n. 1914 - Bassano del Grappa, † 2010)
- Bruno Camporese, calciatore e allenatore di calcio italiano (Padova, n. 1928 - Ravenna, † 2017)
- Bruno Cantanhede, calciatore brasiliano (São Luís, n. 1993)
- Bruno Canto, ex calciatore italiano (Novara, n. 1941)
- Bruno Cantone, ex calciatore italiano (Alessandria, n. 1936)
- Bruno Capra, calciatore italiano (Bolzano, n. 1937 - Bologna, † 2025)
- Bruninho, calciatore brasiliano (Sorocaba, n. 1990)
- Bruno Carotti, ex calciatore francese (Palma di Maiorca, n. 1972)
- Cris, ex calciatore portoghese (Fajões, n. 1984)
- Bruno Cassetti, calciatore italiano (Pasian di Prato, n. 1911 - Torino, † 2004)
- Bruno Castellani, calciatore italiano (Gradisca d'Isonzo, n. 1907)
- Bruno Cazarine, ex calciatore brasiliano (Mogi das Cruzes, n. 1983)
- Bruno Centeno, calciatore uruguaiano (Maldonado, n. 2006)
- Bruno Cheyrou, ex calciatore francese (Suresnes, n. 1978)
- Bruno Chiavacci, calciatore italiano (Piombino, n. 1915 - Prato, † 1985)
- Bruno Chizzo, calciatore italiano (Udine, n. 1916 - Trieste, † 1968)
- Bruno Cicogna, calciatore italiano (Venezia, n. 1937 - Venezia, † 2014)
- Bruno Ciuffarin, calciatore italiano (Gorizia, n. 1913 - Gorizia, † 1955)
- Bruno Colombo, calciatore italiano (Milano, n. 1909)
- Bruno Conti, ex calciatore, allenatore di calcio e dirigente sportivo italiano (Nettuno, n. 1955)
- Martín Correa, calciatore uruguaiano (Montevideo, n. 1991)
- Bruno Correa, ex calciatore brasiliano (Americana, n. 1986)
- Bruno Henrique, calciatore brasiliano (Apucarana, n. 1989)
- Bruno Cortez Cardoso, ex calciatore brasiliano (San Paolo, n. 1984)
- Bruno Cortês, ex calciatore brasiliano (Rio de Janeiro, n. 1987)
- Bruno Coutinho, ex calciatore brasiliano (Porto Alegre, n. 1986)
- Bruno Cresci, calciatore italiano (Parma, n. 1909)
- Bruno Crola, calciatore italiano (San Lodovico, n. 1914)
- Bruno Jordão, calciatore portoghese (Marinha Grande, n. 1998)
- Bruno Perone, calciatore brasiliano (San Paolo, n. 1987)
- Bruno Praxedes, calciatore brasiliano (Itaboraí, n. 2002)
- Bruno Reis, calciatore portoghese (Portimão, n. 1999)
- Bruno Tiago Costa Araújo, ex calciatore brasiliano (São Luís, n. 1989)

## D(36)
- Bruno Amaro, ex calciatore portoghese (Penafiel, n. 1983)
- Bruno Felipe de Oliveira, calciatore brasiliano (Vinhedo, n. 1998)
- Bruno de Paula Ribeiro Ingrácia, ex calciatore brasiliano (Tupã, n. 1983)
- Bruno Dal Bon, ex calciatore italiano (Cadidavid, n. 1930)
- Bruno Damiani, calciatore uruguaiano (Montevideo, n. 2002)
- Bruno Dante, calciatore italiano (Torino, n. 1920 - † 2002)
- Bruno Dazzi, calciatore e allenatore di calcio italiano (Fidenza, n. 1923 - Fidenza, † 2002)
- Bruno De Lazzari, calciatore italiano (Mestre, n. 1922)
- Bruno De Negri, calciatore italiano (Genova, n. 1912)
- Bruno De Santis, calciatore italiano (Firenze, n. 1909 - Firenze, † 1944)
- Bruno Dentelli, calciatore e allenatore di calcio italiano (Parma, n. 1901 - Parma, † 1960)
- Bruno Deri, calciatore italiano (Castiglioncello, n. 1907 - Castiglioncello, † 1955)
- Bruno Dita, calciatore albanese (Tirana, n. 1993)
- Bruno Divina, ex calciatore italiano (Borgo Valsugana, n. 1945)
- Bruno Duarte da Silva, calciatore brasiliano (San Paolo, n. 1996)
- Bruno Ducati, ex calciatore italiano (Bengasi, n. 1938)
- Bruno Dugoni, calciatore italiano (Modena, n. 1905 - Modena, † 1959)
- Bruno Durdov, calciatore croato (Spalato, n. 2007)
- Bruno Dybal, calciatore brasiliano (Guarulhos, n. 1994)
- Bruno Fuchs, calciatore brasiliano (Ponta Grossa, n. 1999)
- Bruno Lopes, ex calciatore brasiliano (Curitiba, n. 1986)
- Bruno da Mota Miranda, calciatore brasiliano (Curitiba, n. 1995)
- Bruno Nazário, calciatore brasiliano (Cascavel, n. 1995)
- Bruno Peres, calciatore brasiliano (San Paolo, n. 1990)
- Bruno da Silva Fonseca, calciatore brasiliano (Salvador, n. 1992)
- Bruno da Silva Barbosa, calciatore brasiliano (Sorocaba, n. 1988)
- Bruno da Silva Costa, calciatore brasiliano (Carazinho, n. 2000)
- Bruninho, ex calciatore brasiliano (Porto Alegre, n. 1989)
- Bruno Mauro, ex calciatore portoghese (Lisbona, n. 1973)
- Bruninho, calciatore brasiliano (Firminópolis, n. 1993)
- Bruno de Jesus Pacheco, calciatore brasiliano (Pirassununga, n. 1991)
- Bruno, calciatore brasiliano (n. 2001)
- Bruno José, calciatore brasiliano (Monte Sião, n. 1998)
- Bruno Bispo dos Anjos, calciatore brasiliano (Aracaju, n. 1996)
- Bruno Moraes, ex calciatore brasiliano (Santos, n. 1984)
- Bruno Araújo dos Santos, calciatore brasiliano (Rio de Janeiro, n. 1993)

## E(3)
- Bruno Ecuele Manga, calciatore gabonese (Libreville, n. 1988)
- Bruno Engelmeier, calciatore austriaco (Vienna, n. 1927 - † 1991)
- Bruno Vale, ex calciatore portoghese (Vila Nova de Gaia, n. 1983)

## F(14)
- Bruno Fernandes de Souza, ex calciatore brasiliano (Ribeirão das Neves, n. 1984)
- Dentinho, calciatore brasiliano (San Paolo, n. 1989)
- Bruno Facchin, calciatore italiano (Legnago, n. 1920)
- Bruno Favalli, ex calciatore italiano (Ostiglia, n. 1931)
- Bruno Rodrigo, ex calciatore brasiliano (Andradina, n. 1985)
- Bruno Rodrigues, calciatore portoghese (Barreiro, n. 2001)
- Bruno Ferrero, calciatore francese (Tressange, n. 1933 - † 2023)
- Bruno Onorato Fochesato, ex calciatore italiano (Nogarole Vicentino, n. 1943)
- Bruno Foglia, calciatore italiano (Cremona, n. 1911 - Mirandola, † 2005)
- Bruno Fornaroli, calciatore uruguaiano (Salto, n. 1987)
- Bruno Franceschina, calciatore italiano (Torino, n. 1931 - Saluzzo, † 2025)
- Bruno Alexandre Franco, calciatore brasiliano (Araraquara, n. 1998)
- Bruno Melo, calciatore brasiliano (Paracuru, n. 1992)
- Bruno Monteiro, ex calciatore portoghese (Fafe, n. 1984)

## G(24)
- Bruno Gallo, calciatore brasiliano (Niterói, n. 1988)
- Bruno Garzena, calciatore italiano (Venaria Reale, n. 1933 - Torino, † 2024)
- Bruno Genti, calciatore italiano (Torino, n. 1921)
- Bruno Geremia, calciatore italiano (Padova, n. 1911 - Padova, † 1937)
- Bruno Germain, ex calciatore francese (Orléans, n. 1960)
- Bruno Gerzelli, calciatore italiano (Monfalcone, n. 1925 - Salt Lake City, † 1982)
- Bruno Ghezzani, ex calciatore italiano (Livorno, n. 1925)
- Bruno Giménez, calciatore uruguaiano (Montevideo, n. 1991)
- Bruno Gioia, ex calciatore italiano (Pegognaga, n. 1942)
- Bruno Giordano, ex calciatore e allenatore di calcio italiano (Roma, n. 1956)
- Bruno Giovannini, calciatore italiano (Milano, n. 1942 - Caleppio di Settala, † 2023)
- Bruno Giraldi, calciatore italiano (Livorno, n. 1907 - Livorno, † 1990)
- Bruno Goda, calciatore croato (Vinkovci, n. 1998)
- Bruno Godeau, calciatore belga (Bruxelles, n. 1992)
- Bruno Gomes, calciatore brasiliano (Rio de Janeiro, n. 2001)
- Bruno Gomes, calciatore brasiliano (San Paolo, n. 1996)
- Bruno González, calciatore spagnolo (Las Galletas, n. 1990)
- Reko Silva, calciatore portoghese (Barcelos, n. 1999)
- Bruninho, calciatore brasiliano (n. 2003)
- Bruno Gramaglia, calciatore italiano (Genova, n. 1919 - Rapallo, † 2005)
- Bruno Gremese, calciatore italiano (Udine, n. 1927 - † 2000)
- Bruno Guarda, ex calciatore brasiliano (Piracicaba, n. 1986)
- Bruno Guimarães Pinho Azevedo, ex calciatore portoghese (Santa Maria da Feira, n. 1986)
- Bruno Guimarães, calciatore brasiliano (Rio de Janeiro, n. 1997)

## H(3)
- Bruno Hernández, calciatore uruguaiano (Montevideo, n. 2004)
- Bruno Herrero Arias, ex calciatore spagnolo (Jerez de la Frontera, n. 1985)
- Bruno Hervat, calciatore italiano (Fiume, n. 1904)

## I(3)
- Bruno Ibeh, ex calciatore nigeriano (Owerri, n. 1995)
- Bruno Incarbona, ex calciatore italiano (Palermo, n. 1964)
- Bruno Ispiro, calciatore italiano (Rovigno d'Istria, n. 1920 - Trieste, † 1992)

## J(2)
- Bruno Paulista, ex calciatore brasiliano (Nova Odessa, n. 1995)
- Bruno Jacoponi, calciatore italiano (Livorno, n. 1895 - Santiago del Cile, † 1979)

## L(15)
- Bruno Basto, ex calciatore portoghese (Lisbona, n. 1978)
- Bruno Soriano, ex calciatore spagnolo (Artana, n. 1984)
- Bruno Lança, ex calciatore brasiliano (San Paolo, n. 1983)
- Bruno Langa, calciatore mozambicano (Maputo, n. 1997)
- Bruno Larregui, calciatore uruguaiano (Montevideo, n. 2001)
- Bruno Leyes, calciatore argentino (Mendoza, n. 2001)
- Bruno Limido, ex calciatore italiano (Varese, n. 1961)
- Bruno Liuzzi, calciatore argentino (Venado Tuerto, n. 2000)
- Bruno Cosendey, calciatore brasiliano (Rio de Janeiro, n. 1997)
- Bruno Longo, calciatore italiano (Massa Superiore, n. 1912)
- Bruninho, ex calciatore portoghese (Vila Nova de Gaia, n. 1988)
- Bruno Henrique Lopes, calciatore brasiliano (Londrina, n. 1995)
- Bruno Lucas, ex calciatore brasiliano (Nova Petrópolis, n. 1996)
- Bruno Lulaj, calciatore albanese (Elbasan, n. 1995)
- Bruno Paz, calciatore portoghese (Barreiro, n. 1998)

## M(37)
- Bruno Mineiro, ex calciatore brasiliano (Belo Horizonte, n. 1983)
- Bruno Paulo, calciatore brasiliano (Rio de Janeiro, n. 1990)
- Bruno Caires, ex calciatore portoghese (Lisbona, n. 1976)
- Bruno Grassi, calciatore brasiliano (Tubarão, n. 1987)
- Bruno Maini, calciatore e allenatore di calcio italiano (Bologna, n. 1908 - Bologna, † 1992)
- Bruno Maran, calciatore italiano (San Giorgio di Nogaro, n. 1924)
- Bruno Madeira, calciatore portoghese (Viseu, n. 1984)
- Bruno Marques, calciatore brasiliano (Recife, n. 1999)
- Bruno Martella, calciatore italiano (Atri, n. 1992)
- Bruno Martignoni, calciatore svizzero (Gambarogno, n. 1992)
- Bruno Martini, calciatore e allenatore di calcio francese (Nevers, n. 1962 - Montpellier, † 2020)
- Bruno Massaron, calciatore italiano
- Bruno Matassini, ex calciatore italiano (Meleto Valdarno, n. 1941)
- Bruno Maurizi, calciatore italiano (Montebelluna, n. 1923)
- Bruno Mayer, ex calciatore italiano (Cà Vio, n. 1951)
- Bruno Mbanangoyé, ex calciatore gabonese (Port-Gentil, n. 1980)
- Bruno Miguel Mendes Alves, calciatore portoghese (Guimarães, n. 1990)
- Bruno Mezzacapo, calciatore italiano (Piombino, n. 1922 - Piombino, † 2001)
- Bruno Michaud, calciatore svizzero (n. 1935 - † 1997)
- Bruno Micheloni, calciatore italiano (San Martino Buon Albergo, n. 1925 - New York, † 2000)
- Bruno Midali, calciatore e allenatore di calcio italiano (Milano, n. 1903 - Chiavari, † 1978)
- Bruno Miranda, calciatore boliviano (Santa Cruz de la Sierra, n. 1998)
- Bruno Mezenga, calciatore brasiliano (Niterói, n. 1988)
- Bruno Montelatici, calciatore italiano (Livorno, n. 1903 - † 1947)
- Bruno Montelongo, calciatore uruguaiano (Montevideo, n. 1987)
- Bruno Monti, calciatore italiano (Thiene, n. 1915 - Thiene, † 1977)
- Bruno Mora, calciatore e allenatore di calcio italiano (Parma, n. 1937 - Parma, † 1986)
- Bruno Eduardo Moraes, calciatore brasiliano (Bragança Paulista, n. 1989)
- Bruno Morales, calciatore uruguaiano (Montevideo, n. 2004)
- Bruno Morgado, calciatore svizzero (Monthey, n. 1997)
- Bruno Morra, calciatore italiano
- Bruno Mozzambani, calciatore italiano (Verona, n. 1923 - † 1974)
- Bruno Muccioli, ex calciatore sammarinese (Detroit, n. 1960)
- Bruno Méndez, calciatore uruguaiano (Montevideo, n. 1999)
- Bruno Pereirinha, ex calciatore portoghese (Rio de Mouro, n. 1988)
- Bruno Simão, ex calciatore portoghese (Lisbona, n. 1985)
- Bruno Teles, ex calciatore brasiliano (Alvorada, n. 1986)

## N(9)
- Bruno João Nandinga Borges Fernandes, ex calciatore portoghese (São Sebastião da Pedreira, n. 1978)
- Bruno Nattino, calciatore italiano (Asti, n. 1931 - Asti, † 2021)
- Bruno Neri, calciatore e partigiano italiano (Faenza, n. 1910 - Marradi, † 1944)
- Bruno Nespoli, calciatore italiano (Sansepolcro, n. 1937 - Olbia, † 1960)
- Bruno Nicolini, calciatore italiano (Roma, n. 1904)
- Bruno Nicolè, calciatore italiano (Padova, n. 1940 - Pordenone, † 2019)
- Bruno Njeukam, ex calciatore camerunese (Kumbo, n. 1978)
- Bruno Novello, calciatore italiano (Venezia, n. 1923 - † 1990)
- Bruno Tubarão, calciatore brasiliano (Rio de Janeiro, n. 1995)

## O(2)
- Bruno Oliveira de Matos, calciatore brasiliano (Barra, n. 1990)
- Bruno Orzan, calciatore italiano (San Lorenzo Isontino, n. 1927 - Gorizia, † 2008)

## P(28)
- Bruno Almeida, calciatore portoghese (Porto, n. 1996)
- Bruno Lamas, calciatore brasiliano (São José do Rio Preto, n. 1994)
- Bruno Lourenço, calciatore portoghese (Lisbona, n. 1998)
- Bruno Pace, calciatore e allenatore di calcio italiano (Pescara, n. 1943 - Pescara, † 2018)
- Bruno Padulazzi, calciatore italiano (Lesa, n. 1927 - Lesa, † 2005)
- Bruno Palazzo, calciatore argentino (La Plata, n. 2000)
- Bruno Palma, calciatore italiano (Milano, n. 1911)
- Bruno Panonzini, calciatore italiano (Montorio Veronese, n. 1908 - Verona, † 1987)
- Bruno Pascua, calciatore spagnolo (Santander, n. 1990)
- Bruno Moreira, ex calciatore portoghese (Vila Nova de Famalicão, n. 1987)
- Bruno Mendes, calciatore brasiliano (Cruzeiro, n. 1994)
- Bruninho, calciatore brasiliano (Belo Horizonte, n. 2000)
- Bruno Silva, calciatore brasiliano (Nova Lima, n. 1986)
- Bruno Heleno Pereira da Silva, ex calciatore brasiliano (Pedro Leopoldo, n. 1976)
- Bruno Pesce, ex calciatore cileno (Santiago del Cile, n. 1979)
- Bruno Petković, calciatore croato (Metković, n. 1994)
- Bruno Petroni, calciatore italiano (Acqualagna, n. 1941 - Milano, † 2014)
- Bruno Pezzey, calciatore austriaco (Lauterach, n. 1955 - Innsbruck, † 1994)
- Bruno Piano, ex calciatore uruguaiano (Montevideo, n. 1977)
- Bruno Piaser, ex calciatore italiano (Venaria Reale, n. 1946)
- Bruno Pilaš, calciatore jugoslavo (Zagabria, n. 1950 - Oakville, † 2011)
- Bruno Henrique Pinto, calciatore brasiliano (Belo Horizonte, n. 1990)
- Bruno Pires, calciatore brasiliano (Osvaldo Cruz, n. 1992)
- Bruno Pisani, calciatore italiano (Verona, n. 1918)
- Bruno Pittón, calciatore argentino (Santa Fe, n. 1993)
- Bruno Piñatares, calciatore uruguaiano (Montevideo, n. 1990)
- Bruno Poletti, calciatore italiano (Rogoredo, n. 1913)
- Bruno Porcelli, calciatore italiano (Tortona, n. 1919)

## Q(1)
- Bruno Quaresima, calciatore e allenatore di calcio italiano (Vicenza, n. 1920 - Vicenza, † 1999)

## R(12)
- Bruno China, ex calciatore portoghese (Matosinhos, n. 1982)
- Bruno Ragazzo, calciatore italiano (Padova, n. 1927 - Padova, † 2017)
- Bruno Rangel, calciatore brasiliano (Campos dos Goytacazes, n. 1981 - La Unión, † 2016)
- Bruno Ranieri, ex calciatore italiano (Torre Annunziata, n. 1952)
- Bruno Ricci, calciatore italiano (Firenze, n. 1910)
- Bruno Rodrigues, calciatore brasiliano (Ceará-Mirim, n. 1997)
- Bruno Rodriguez, ex calciatore francese (Bastia, n. 1972)
- Bruno Rodzik, calciatore francese (Giraumont, n. 1935 - Thionville, † 1998)
- Bruno Romo, calciatore cileno (Santiago del Cile, n. 1989)
- Bruno Rossi, calciatore italiano (Portoferraio, n. 1915 - La Spezia, † 1977)
- Bruno Rossi, calciatore italiano (Ascoli Piceno, n. 1911 - Venezia, † 1992)
- Bruno Ruzza, calciatore italiano (Padova, n. 1926 - Padova, † 2019)

## S(17)
- Bruno Carvalho, ex calciatore brasiliano (Rio de Janeiro, n. 1974)
- Bruno Sávio, calciatore brasiliano (Pará de Minas, n. 1994)
- Bruno Leite, calciatore capoverdiano (Lisbona, n. 1995)
- Bruno Santon, calciatore italiano (Marghera, n. 1942 - Livorno, † 2023)
- Bruno Santos Ventura, calciatore portoghese (Lisbona, n. 2001)
- Bruno Scher, calciatore e allenatore di calcio italiano (Capodistria, n. 1907 - Muggia, † 1978)
- Bruno Scorza, calciatore uruguaiano (San José de Mayo, n. 2000)
- Bruno Sepúlveda, calciatore argentino (Viedma, n. 1992)
- Bruno Siciliano, ex calciatore brasiliano (Rio de Janeiro, n. 1938)
- Bruno Ramires, calciatore brasiliano (Salvador, n. 1994)
- Bruno Gabriel Soares, calciatore brasiliano (Belo Horizonte, n. 1988)
- Bruno Tabata, calciatore brasiliano (n. 1997)
- Bruno Felipe Souza da Silva, calciatore brasiliano (San Paolo, n. 1994)
- Bruno Stanischewski, calciatore tedesco
- Bruno Strappini, calciatore italiano (Roma, n. 1914 - Russia, † 1943)
- Nahuel Suárez, calciatore uruguaiano (Montevideo, n. 2000)
- Bruno Varela, calciatore portoghese (Lisbona, n. 1994)

## T(6)
- Bruno Pinheiro, calciatore portoghese (Paranhos, n. 1987)
- Bruno Renan, ex calciatore brasiliano (Maringá, n. 1991)
- Bruno Telushi, calciatore albanese (Valona, n. 1990)
- Bruno Tognana, calciatore italiano (Padova, n. 1907 - Padova, † 1951)
- Bruno Turco, ex calciatore brasiliano (Piracicaba, n. 1991)
- Bruno Tussani, calciatore italiano (Russi, n. 1922 - Bologna, † 1998)

## U(2)
- Bruno Urribarri, ex calciatore argentino (General Campos, n. 1986)
- Bruno Uvini, calciatore brasiliano (Capivari, n. 1991)

## V(22)
- Bruno Gama, calciatore portoghese (Vila Verde, n. 1987)
- Bruno Valdez, calciatore paraguaiano (Villa Hayes, n. 1992)
- Bruno Vale, calciatore e allenatore di calcio italiano (Fiume, n. 1911)
- Bruno Valencony, ex calciatore e allenatore di calcio francese (Bellerive-sur-Allier, n. 1968)
- Bruno Valente, ex calciatore portoghese (n. 1981)
- Bruno Valisa, calciatore e allenatore di calcio italiano (Piacenza, n. 1911)
- Bruno Varalli, calciatore italiano (Milano, n. 1903 - Milano, † 1972)
- Bruno Veglio, calciatore uruguaiano (Montevideo, n. 1998)
- Bruno Ventura, calciatore italiano (Sulmona, n. 1915)
- Bruno Venturini, calciatore italiano (Carrara, n. 1911 - Lecce, † 1991)
- Bruno Versavel, ex calciatore belga (Diest, n. 1967)
- Bruno Veselica, calciatore jugoslavo (Albona, n. 1936 - Fiume, † 2018)
- Bruno Viana, calciatore brasiliano (Macaé, n. 1995)
- Bruno Vicente, calciatore brasiliano (Cruzeiro do Sul, n. 1989)
- Bruno Vides, calciatore argentino (Salta, n. 1993)
- Bruno Vieira, ex calciatore brasiliano (Campo Grande, n. 1985)
- Bruno Visentin, calciatore e allenatore di calcio italiano (San Donà di Piave, n. 1936 - San Donà di Piave, † 2022)
- Bruno Volpi, calciatore argentino (Quilmes, n. 1993)
- Bruno Volponi, ex calciatore italiano (Genova, n. 1926)
- Bruno Vucinich, calciatore italiano (Pola, n. 1907 - Pola)
- Bruno Wilson, calciatore portoghese (Lisbona, n. 1996)
- Xadas, calciatore portoghese (Oliveira de Azeméis, n. 1997)

## X(1)
- Bruno Xavier, calciatore brasiliano (San Paolo, n. 1996)

## Z(9)
- Bruno César, ex calciatore brasiliano (Santa Bárbara d'Oeste, n. 1988)
- Bruno Zago, calciatore italiano (Capodistria, n. 1919)
- Bruno Luigi Zambelli, calciatore italiano (Fiume, n. 1921 - Venezia, † 2003)
- Bruno Zanolla, ex calciatore italiano (Ruda, n. 1950)
- Bruno Zapelli, calciatore argentino (Villa Carlos Paz, n. 2002)
- Bruno Ziz, calciatore e allenatore di calcio italiano (Pola, n. 1920 - Taranto, † 1981)
- Bruno Zorzi, calciatore italiano (Passons, n. 1922)
- Bruno Zucchelli, calciatore italiano (Cornegliano Laudense, n. 1922)
- Bruno Zuculini, calciatore argentino (Belén de Escobar, n. 1993)